# RASTA LOVERS
RASTA LOVERS（ラスタラバーズ）は、JFNCが制作し、全国のJFN系列で放送されているラジオ番組である。

## 出演
- 鈴木サチ

## ネット局
2009年10月現在で、JFN加盟38局のうち全国10局がネットしている。
土曜11時台
- FM香川
- Hi-Six

土曜12時台
- FMぐんま
- e-radio

土曜26時台
- FMY
- FMK

月曜20時台
- FM-NIIGATA

木曜21時台
- FM福井

金曜20時台
- HELLO FIVE
- JOY FM

### 過去にネットしていた局
- FM OSAKA（日曜27時台に放送されていた。2010年3月28日をもってネット終了。）